# 224. poljska artilerijska brigada (ZDA)
224. poljska artilerijska brigada (izvirno angleško 224th Field Artillery Brigade) je bila poljska artilerijska brigada Kopenske vojske Združenih držav Amerike.